# Брилленталер
Брилленталер (нем. Brillentaler, от нем. Brille — очки) — название талеров Брауншвейг-Люнебурга отчеканенных в 1586—1589 годах во время правления герцога Юлия на монетных дворах Гослара и Вольфенбюттеля. Своё название монета получила благодаря изображению дикаря, который держит фонарь, череп, песочные часы и очки.
За 4 года выпустили несколько монетных типов брилленталеров, которые отличаются по изображению как аверса, так и реверса. На аверсе первых брилленталеров помещён гербовый щит с 6 полями увенчанный тремя нашлемниками. Над центральным расположен саксонский конь. Круговая надпись «JULIUS D(EI) G(RATIA) D(UX) BRU(NSVIGIAE) E(T) LUN(EBURGENIS) N.R.M.A.D.I.» обозначает «Юлиус Божьей милостью герцог Брауншвейг-Люнебурга». Монограмма «N.R.M.A.D.I.» расшифровывается как «N(ON) R(ECEDET) M(ALUM) A D(OMO) I(NGRATI)», что в вольном переводе с латыни обозначает «Зло не ослабит неугодный ему род». Надпись связана со сложной судьбой герцога. Двое старших его братьев погибли в сражении при Сиверсхаузене. Его отец считал Юлиуса слабохарактерным, физически слабым и не способным к правлению. После перехода Юлиуса в лютеранство между ним и отцом произошёл конфликт. До смерти Генриха V он был вынужден скрывался за пределами его владений. На талере 1589 года вместо герба изображён сам герцог. Монета является памятной и выпущена в связи со смертью герцога.
На реверсе всех типов брилленталеров расположен дикарь, который держит очки. Кроме этого у него могут присутствовать череп, фонарь и песочные часы. Дикарь являлся символом богатых рудников Гарца из которых добывали серебро для чеканки монет. Согласно местным преданиям этот дикий человек был хозяином лесов. Он вырывал с корнем дерево, указывая на расположение жил благородного металла. Этот персонифицированный символ Гарца часто помещали на монеты Брауншвейга.
Фонарь в руках у дикаря символизирует жизнь, счастье, внутреннее и внешнее просветление. При этом человек должен помнить о том, что они преходящи, что выражает череп. Песочные часы являются эмблемой времени. Очки говорят о том, что человеку следует пытаться разглядеть ошибочные пути в своей жизни. Круговая надпись «ALIIS INSERVIEN(DO) CONSU(MOR)» в вольном переводе обозначает «Изнуряю себя служа другим». Монограмма «W.H.D.A.L.V.B.D.S.S.N.H.V.K.W.» является аббревиатурой баварской пословицы: «Was hilft dem Anderen (Mitmenschen) Licht und Brill, der sich selbst nicht helfen und kennen will» — «Ни фонарь, ни очки не выручат, коль голова дурна».
Учитывая вышеизложенное, наполненный символами брилленталер, согласно немецкому художнику, графику и искусствоведу Вальтеру Роггенкампу, отображает широту взглядов, гуманизм и экстраординарность герцога Юлиуса, чьё правление было ознаменовано открытием Хельмштедтского университета, ростом промышленности, реформами армии в стране, которая при нём достигла небывалых ранее богатства и развития.